# ۱۷ ذی‌الحجه
۱۷ ذیحجه، هفدهمین روز از ماه ذیحجه در تقویم هجری قمری است.
در تقویم هجری قمری قراردادی این روز سیصد و چهل و دومین روز سال است.

## وقایع
- تأسیس سلسلهٔ ایلکانی یا آل جلایر توسط شیخ «حسن بزرگ» (۷۴۰ ق)

## زادگان
- «محبُّ الدین سرایی» مفسر و فقیه مسلمان (۷۹۰ ق)

## درگذشتگان
- آیت اللَّه «آقا رحیم ارباب اصفهانی» عالم و فقیه شیعه (۱۳۹۶ ق)
- آیت اللَّه «سید مرتضی فیروزآبادی» فقیه شیعه (۱۴۱۰ ق)